# 宜春学院
宜春学院是一所位于中国江西省宜春市袁州区的全日制普通高等院校。
宜春学院于2000年由宜春师范专科学校、宜春医学专科学校、宜春农业专科学校和宜春市职工业余大学等合并而成，是宜春市也是赣西地区第一所综合性本科大学。该校与印度拉夫里科技大学合作共建有国家级汉语教学中心。